# Сажино (Конаковський район)
Сажино (рос. Сажино) — присілок в Конаковському районі Тверської області Російської Федерації.
Населення становить 205 осіб. Входить до складу муніципального утворення Селиховське сільське поселення.

## Історія
Від 2005 року входить до складу муніципального утворення Селиховське сільське поселення.

## Населення
| 1859 | 2002 | 2010 |
| ---- | ---- | ---- |
| 189  | ↗190 | ↗205 |